# Laura Torrisi
Laura Torrisi (Catania, 7 dicembre 1979) è un'attrice italiana.

## Biografia
Siciliana, ma pratese d'adozione, nel 1998 partecipa alla cinquantatreesima edizione di Miss Italia, giungendo tra le finaliste, e ha una piccola parte nel film Il signor Quindicipalle di Francesco Nuti. L'anno successivo compare nel film Lucignolo, con la regia di Massimo Ceccherini. 
Nel 2006 raggiunge la popolarità, come concorrente della sesta edizione del Grande Fratello, reality show condotto da Alessia Marcuzzi su Canale 5, dove viene eliminata in semifinale con il 50% dei voti. Nel 2007 ottiene il suo primo ruolo da protagonista sul grande schermo in Una moglie bellissima, film di Leonardo Pieraccioni, con il quale inizia una storia d'amore. Nel 2009 esordisce come attrice sul piccolo schermo, con la miniserie in sei puntate L'onore e il rispetto - Parte seconda, diretta da Salvatore Samperi e Luigi Parisi, in onda su Canale 5. Sempre nel 2009 prende parte alla Mostra cinematografica di Venezia, assieme a Gabriel Garko, come omaggio al regista Salvatore Samperi, morto nel marzo 2009, che li ha diretti ne L'onore e il rispetto - Parte seconda.
Nel 2010 torna sul grande schermo, con il film commedia Sharm el Sheikh - Un'estate indimenticabile, diretto da Ugo Fabrizio Giordani, ed è fra gli interpreti principali della miniserie di Canale 5 Il peccato e la vergogna, nel ruolo della vedova Ortensia Pizzo. Dall'11 settembre 2012 è nel cast de L'onore e il rispetto - Parte terza, al fianco di Gabriel Garko ed Eric Roberts. Nel 2014 è riconfermata nel cast fisso della seconda stagione della serie televisiva Il peccato e la vergogna.
Nel 2015 ritorna a vestire, per la terza ed ultima volta, i panni di Carmela Di Venanzio ne L'onore e il rispetto - Parte quarta. Nell'autunno del medesimo anno, su Italia 1, esordisce come co-conduttrice (assieme ad Elenoire Casalegno, Fabio Troiano e Daniele Bossari) nel programma Mistero Adventure. Nel 2017 diventa una dei nuovi protagonisti della quarta stagione della fiction Le tre rose di Eva e partecipa in un ruolo minore alla nuova serie televisiva Sacrificio d’amore. Dal 2018 è protagonista della seconda stagione di Furore. Dal 21 settembre 2019 entra a far parte della scuola di Amici di Maria De Filippi versione Celebrities come allieva della squadra blu, capitanata dal tenore Alberto Urso, nella categoria canto.

## Vita privata
Al tempo della sua partecipazione al Grande Fratello era fidanzata con il calciatore Luigi Panarelli, allora militante nelle file dell'Avellino. Durante la puntata della trasmissione che la vide ospite in studio, Panarelli, allora in ritiro con la squadra a Mantova, le fece una proposta di matrimonio in diretta televisiva, dichiarando che il fatto di aver abbandonato il ritiro gli sarebbe probabilmente costato la perdita del contratto, cosa poi in effetti avvenuta. Dopo un tentennante "sì" detto in trasmissione, tuttavia, le nozze sfumarono.
Dal 2007 al 2014 ha avuto una relazione con il collega Leonardo Pieraccioni; dalla loro unione, nel 2010, è nata una figlia, Martina.

## Filmografia

### Cinema
- Il signor Quindicipalle, regia di Francesco Nuti (1998)
- Lucignolo, regia di Massimo Ceccherini (1999)
- Una moglie bellissima, regia di Leonardo Pieraccioni (2007)
- Sharm el Sheikh - Un'estate indimenticabile, con la regia di Ugo Fabrizio Giordani (2010)
- In pollo veritas, regia di Linda Fratini – cortometraggio (2014)

### Televisione
- L'onore e il rispetto – serie TV, 12 episodi (2009-2015)
- Il peccato e la vergogna – serie TV, 10 episodi (2010-2014)
- Le tre rose di Eva – serie TV, 9 episodi (2017)
- Sacrificio d'amore – serie TV (2017)
- Furore – serie TV (2018)
- Din Don - Una parrocchia in due, regia di Claudio Norza – film TV (2019)
- Din Don - Il ritorno, regia di Paolo Geremei – film TV (2019)

## Programmi televisivi
- Miss Italia (Rai 1, 1998) – Concorrente
- Grande Fratello 6 (Canale 5, 2006) – Concorrente
- Mistero Adventure (Italia 1, 2015-2016) – Co-Conduttrice
- Amici Celebrities (Canale 5, 2019) – Concorrente
- Questo non lo so fare (Food Network, dal 2023) – Conduttrice